# H2O: Mermaid Adventures
H2O: Mermaid Adventures (H2O: Aventuras de Sereias (título em Portugal) ou H2O: Meninas Sereias: Aventuras no Fundo do Mar (título no Brasil)) é uma série de animação australiana, baseada no live-action homónimo de Jonathan M. Shiff. A História sobre 3 meninas normais que graças a um feitiço se transformam em sereias. 
A série foi baseada no live action australiano H2O: Just Add Water criada por Jonathan M. Shiff. A série é produzida por Denis Olivieri e dirigida por Zhang Xiao Tian.
Produção da Les Cartooneurs Associés em conjunto com o estúdio Fantasia Animation, a série animada conta com 52 episódios de 26 minutos de duração cada e os 26 primeiros já estão disponíveis na página do Netflix.
Esta nova série de animação acompanha a vida de três amigas encantadas por um feitiço que as transforma em sereias quando entram em contato com a água. Ao lado dos seus novos amigos do fundo do mar, elas vivem aventuras incríveis enquanto tentam evitar que os seus colegas da escola descubram o seu segredo.
Nos EUA, estreou na Netflix no dia 22 de Maio de 2015.
Em Portugal, foi exibido desde do dia 12 de setembro de 2015 na SIC e mais tarde desde o dia 17 de julho de 2016 na SIC K.

## Enredo
A série é centrada em Dolphin City, uma cidade fictícia, onde vivem três jovens adolescentes, chamadas Cleo, Rikki e Emma. Certo dia, elas resolvem explorar a misteriosa Ilha Mako, caindo num feitiço que mudaria as suas vidas  para sempre. A partir de agora, sempre que entram em contato com água, elas transformam-se em sereias! 

## Personagens
- Rikki Chadwick: É uma rebelde que vai tentar fazer qualquer coisa, sem sequer pensar sobre os riscos. Ela assume a adolescência como uma alpinista que enfrenta qualquer coisa: diretamente, com força e determinação. Ela sempre vai para onde os outros não se atrevem, sempre faz o que os outros não fazem, e define-se diferente da sociedade. Para ela, se tornar uma sereia é um golpe de sorte inacreditável. Agora ela é muito diferente! E ela está planejando fazer mais do mesmo.
- Emma Gilbert: É lógica, madura e uma perfeccionista. Às vezes ela fica obsessiva sobre o que ela está fazendo e pode até esquecer seus amigos por causa de seus estudos ou seus interesses. Mas ela nunca se esquece de cuidar de seu irmão mais novo Elliot, e quando as decisões precisam ser feitas, ela está ali para assumir a liderança. Tornar-se uma sereia se tornou um tributo pesado para Emma, desde que ela era uma nadadora dedicada antes de sua expedição fatídica para a ilha Mako. Agora é impossível mergulhar em uma piscina sem se transformar em uma sereia... e assim, Emma não passa perto de uma. Embora ela sinta falta de natação, ela finge ter superado isso.
- Cleo Sertori: É tímida, intuitiva e quer tornar-se uma veterinária para animais marinhos quando ela crescer. Sua fraqueza é o que torna ela, por vezes, muito tímida, até mesmo ao ponto de bloquear a sua capacidade de resposta. Ela ri e chora com facilidade. Para Cléo, tornando-se uma sereia é como um pêndulo que oscila entre ser "a coisa mais surpreendente que poderia ter possivelmente acontecido" e às vezes é um castigo horrível que ela não fez nada para merecer. Depende do dia e do que está acontecendo ao seu redor. Lewis tem uma grande paixão por ela e ela gosta de Lewis também, mas - como ela diz para si mesma - como um irmão.
- Lewis McCartney: É um pequeno gênio, o tipo de cara que surfa entre as atividades da escola sem esforço e embrulha-se no dever de casa antes de todos. Como resultado, ele se depara como alguém que não faz nenhum esforço. Seu sonho de carreira é se tornar um inventor e pesquisador na área de robótica. Embora ele está no topo da classe, ele não é um nerd e alvo de todas as piadas de seus colegas: muito pelo contrário. Ele é um menino bonito, ele sabe como enviar de volta uma piada, e ele não tem medo de Zane, embora ele o encontra exasperante. Lewis é a única pessoa fora do trio de nossas heroínas que sabe sobre o feitiço que elas sofreram. Ele tem uma paixão pela Cléo
- Bernie: O caranguejo ermitão é um companheiro que pode ser caracterizado por sua expressão "Isso sempre acontece comigo!" Ele tem um carro de brinquedo de plástico para uma concha e uma espécie de caverna de Aladdin, cheia de tesouros. Ele se vê como um General do mundo subaquático e tem autoridade sobre toda a comunidade subaquática (exceto os vândalos). Bernie tem um elo essencial com as meninas e, através delas, com o mundo dos humanos. Quando algo dá errado debaixo d'água, ele chega e encontra as meninas. Vamos dizer que todos eles têm um dever comum de proteger e restaurar a harmonia e segurança do mar.
- Zane Bennett: É um estudante, que ama esportes radicais, principalmente corrida de motocicleta. Ele tem uma paixão por Rikki.y lo amo con toda mi alma. la prsiosa de shlomite.

## Dublagem/Dobragem

### Dublagem no Brasil
| Elenco      | Elenco              |
| Personagens | Dublador(a)         |
| ----------- | ------------------- |
| Cleo        | Andressa Andreatto  |
| Rikki       | Patt Souza          |
| Emma        | Luiza Porto         |
| Lewis       | Fábio Campos        |
| Bernie      | André Rinaldi       |
| Zane        | Caio Guarnieri      |
| Zita        | Amazyles de Almeida |
| Miriam      | Marina Sirabello    |
| Kim         | Leticia Celini      |
| Elliot      | Yago Contatori      |

| Ficha Técnica        | Ficha Técnica                 |
| -------------------- | ----------------------------- |
| Estúdio de dublagem: | Dubrasil                      |
| Direção:             | Hermes Baroli / Zodja Pereira |

### Dobragem em Portugal
| Elenco de Dobragem | Elenco de Dobragem |
| Personagens        | Dobrador(a)        |
| ------------------ | ------------------ |
| Rikki              | Ana Cloe           |
| Emma               | Raquel Ferreira    |
| Cléo               | Cristina Basílio   |
| Bernie             | Carlos Freixo      |
| Lewis              | Carlos Martins     |
| Zane               | Duarte Silva       |

| Créditos             | Créditos                   |
| -------------------- | -------------------------- |
| Estúdio de dobragem: | Buggin Media               |
| Direção de diálogos: | Ivan Capela                |
| Tradução:            | Helena Montez              |
| Direção musical      | Pedro Bargado              |
| Abertura:            | Ana Vieira e Pedro Bargado |

## Lista de Episódios
| No. | Título                                                          | Escrito por      | Estreia Original                           | Código de produção |
| --- | --------------------------------------------------------------- | ---------------- | ------------------------------------------ | ------------------ |
| 1   | "O Segredo da Ilha de Mako" "The Secret of Mako Island"         | Janek Polak      | 22 de maio de 2015 12 de setembro de 2015  | 101                |
| 2   | "Apanhadas na Rede" "Caught in the Net"                         | Tian Xiao Zhang  | 22 de maio de 2015 13 de setembro de 2015  | 102                |
| 3   | "A Sereia Branca" "The White Mermaid"                           | Tian Xiao Zhang  | 22 de maio de 2015 19 de setembro de 2015  | 103                |
| 4   | "Uma Festa Tempestuosa" "A Stormy Party"                        | Jacky Bretaudeau | 22 de maio de 2015 20 de setembro de 2015  | 104                |
| 5   | "O Hotel da Ilha de Mako" "Mako Island Hotel"                   | Vincent Guerin   | 22 de maio de 2015 26 de outubro de 2015   | 105                |
| 6   | "A Alga Misteriosa" "The Mysterious Seaweed"                    | Vincent Guerin   | 22 de maio de 2015 27 de outubro de 2015   | 106                |
| 7   | "Está No Saco!" "It's in the Bag!"                              | Janek Polak      | 22 de maio de 2015 03 de outubro de 2015   | 107                |
| 8   | "O Triângulo de Dolphin City" "Dolphin City Triangle"           | Thibaud Descamps | 22 de maio de 2015 04 de outubro de 2015   | 108                |
| 9   | "A Filha de Poseidon" "Poseidon's Daughter"                     | Vincent Guerin   | 22 de maio de 2015 10 de outubro de 2015   | 109                |
| 10  | "A Mascote de Dolphin City" "Dolphin City Mascot"               | Vincent Guerin   | 22 de maio de 2015 11 de outubro de 2015   | 110                |
| 11  | "Ondas Más" "Bad Waves"                                         | Janek Polak      | 22 de maio de 2015 17 de outubro de 2015   | 111                |
| 12  | "Dor de Dentes" "Jaws-ache!"                                    | Thibaud Descamps | 22 de maio de 2015 18 de outubro de 2015   | 112                |
| 13  | "O Anel Perdido" "The Lost Ring"                                | Janek Polak      | 22 de maio de 2015 24 de outubro de 2015   | 113                |
| 14  | "Desaparecidos" "Reported Missing"                              | Vincent Guerin   | 15 de julho de 2015 25 de outubro de 2015  | 114                |
| 15  | "Falha de Memória" "Memory Lapse"                               | Thibaud Descamps | 15 de julho de 2015 1 de novembro de 2015  | 115                |
| 16  | "O Dia dos Namorados" "Valentines Day"                          | Dorotnée Robert  | 15 de julho de 2015 7 de novembro de 2015  | 116                |
| 17  | "Raptado" "Kidnapped!"                                          | Vincent Guerin   | 15 de julho de 2015 8 de novembro de 2015  | 117                |
| 18  | "Um Fenómeno Estranho" "A Strange Phenomenon"                   | Dorotheé Robert  | 15 de julho de 2015 14 de novembro de 2015 | 118                |
| 19  | "Mexer Com Cuidado" "Handle with Care"                          | Janek Polak      | 15 de julho de 2015 15 de novembro de 2015 | 119                |
| 20  | "O Regresso da Sereia Branca" "The Return of the White Mermaid" | Thibaud Descamps | 15 de julho de 2015 21 de novembro de 2015 | 120                |
| 21  | "Três Dias Debaixo D'Água" "Three Days Underwater"              | Vincent Guerin   | 15 de julho de 2015 22 de novembro de 2015 | 121                |
| 22  | "Duelo de Robôs" "Robot Duel"                                   | Janek Polak      | 15 de julho de 2015 28 de novembro de 2015 | 122                |
| 23  | "A Criatura da Baía" "The Creature from the Bay"                | Dorotheé Robert  | 15 de julho de 2015 29 de novembro de 2015 | 123                |
| 24  | "Reconquista Subaquática" "Underwater Takeover"                 | Dorotheé Robert  | 15 de julho de 2015 5 de dezembro de 2015  | 124                |
| 25  | "Perigo Iminente" "Imminent Danger"                             | Vincent Guerin   | 15 de julho de 2015 6 de dezembro de 2015  | 125                |
| 26  | "Encurralados" "Trapped"                                        | Vincent Guerin   | 15 de julho de 2015 19 de dezembro de 2015 | 126                |